# Hemileius areolatus
Hemileius areolatus är en kvalsterart som först beskrevs av Balogh och Sandór Mahunka 1967.  Hemileius areolatus ingår i släktet Hemileius och familjen Hemileiidae. Inga underarter finns listade i Catalogue of Life.